# Hate Eternal
Hate Eternal (engl. für „Hass ewiglich“ oder „Hasse ewiglich“) ist eine US-amerikanische Death-Metal-Band aus Saint Petersburg, Florida. Die Band spielt den für diese Region typischen Florida Death Metal.

## Geschichte
Gegründet wurde Hate Eternal von Erik Rutan (Ex-Morbid Angel), Doug Cerrito der von den damals zwischenzeitlich aufgelösten Suffocation kam, Tim Yeung (Divine Heresy, Live-Schlagzeug für Morbid Angel) und Jared Anderson (Ex-Live Gesang und Live-Bass für Morbid Angel) im Jahr 1997. Die Band veröffentlichte ihre einzige Demoaufnahme in Form einer Split-EP mit der Band Alas (einem Nebenprojekt von Rutan). Daraufhin erhielt Hate Eternal einen Plattenvertrag beim Label Earache Records. Seit Anfang 2007 stehen sie jedoch bei Metal Blade Records unter Vertrag. Rutan hat die beiden letzten Alben auch persönlich produziert. 2006 verließ Schlagzeuger Derek Roddy wegen finanzieller Probleme die Band. Im Juli 2007 wurde der bis dahin unbekannte Jade Simonetto als neues Bandmitglied bestätigt, der bis Ende 2013 in der Band blieb.

## Diskografie

### Studioalben
- 1999: Conquering the Throne (Earache Records)
- 2002: King of all Kings (Earache Records)
- 2005: I, Monarch (Earache Records)
- 2008: Fury & Flames (Metal Blade Records)
- 2011: Phoenix Amongst the Ashes (Metal Blade Records)
- 2015: Infernus (Season of Mist)
- 2018: Upon Desolate Sands (Season of Mist)

### EPs, Live-CDs, DVDs
- 1997: Engulfed in Grief (Split-EP mit Alas)
- 2006: The Perilous Fight (Live-DVD)
- 2009: I, Monarch (Live-CD/DVD)